# Heteropogon cirrhatus
Heteropogon cirrhatus är en tvåvingeart som först beskrevs av Osten Sacken 1877.  Heteropogon cirrhatus ingår i släktet Heteropogon och familjen rovflugor. Inga underarter finns listade i Catalogue of Life.